# Parco Mariinskij
Parco Mariinskij (in ucraino Маріїнський парк?, Mariïns'kyj park; in russo Мариинский парк?, Mariinskij park) è un parco cittadino nel Distretto di Pečers'k, di fronte al palazzo della Verchovna Rada a Kiev.

## Storia

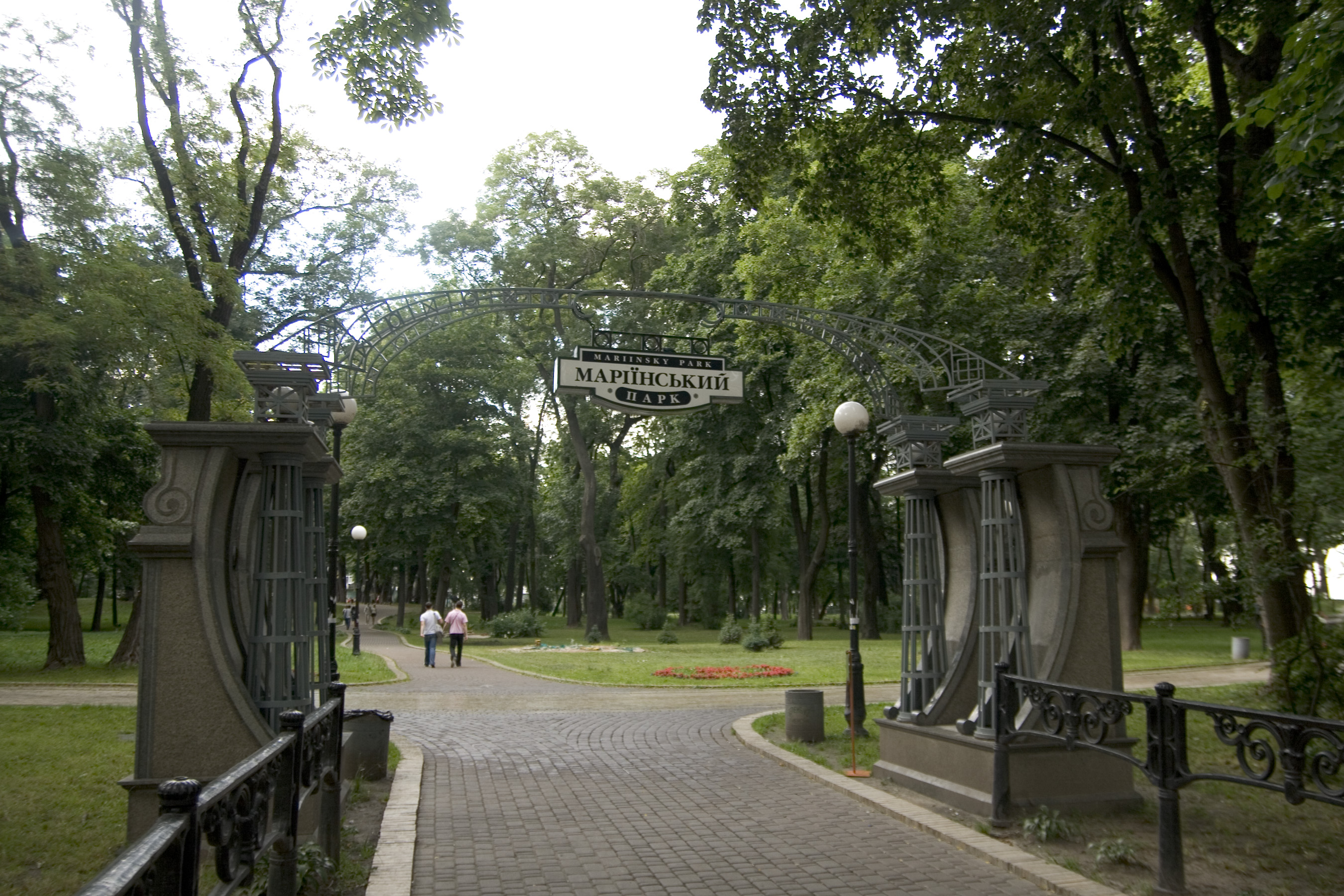
Uno degli ingressi al parco

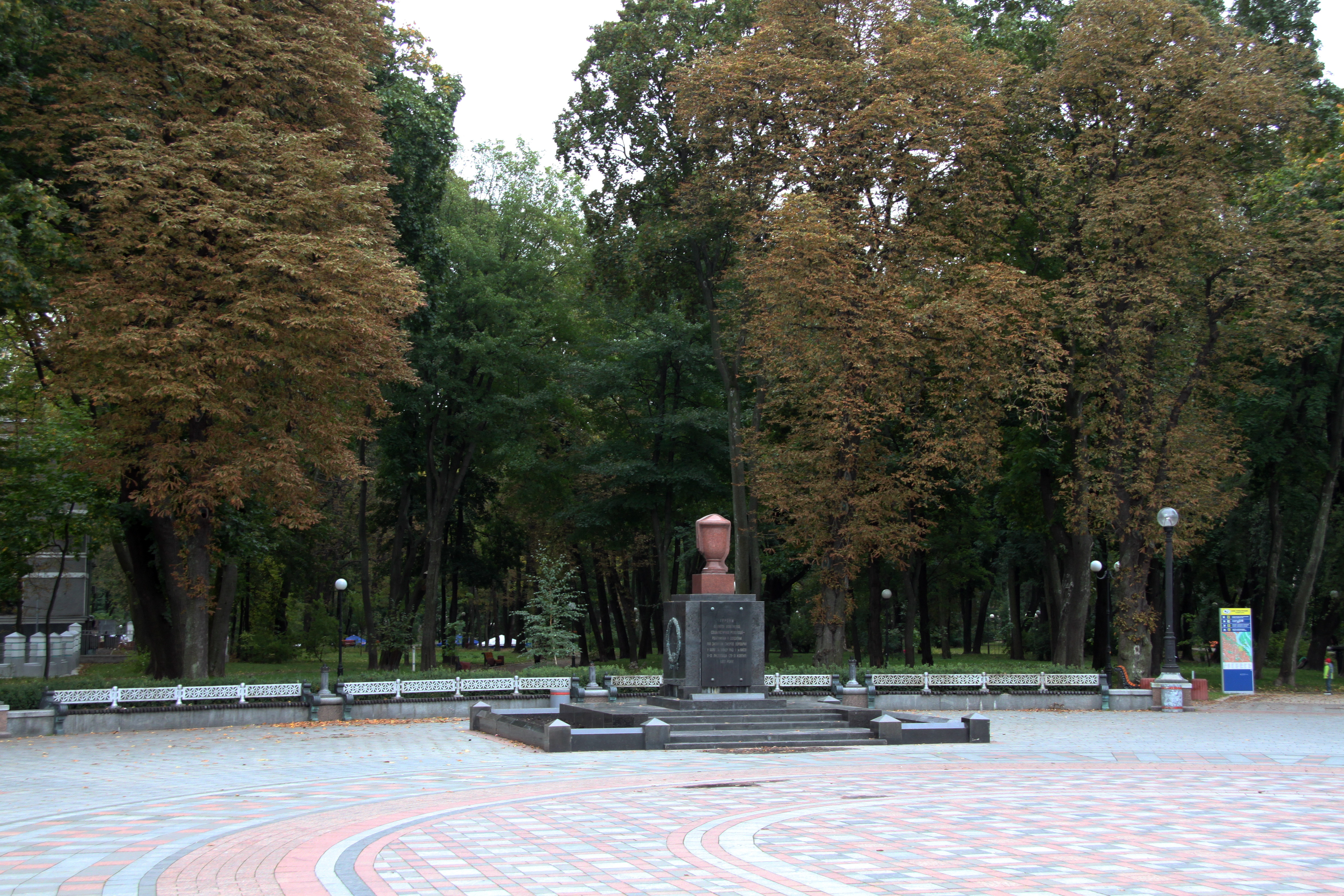
Monumento agli Eroi della Rivoluzione d'ottobre

Monumento a Nikolai Vatutin

Fino alla metà del XIX secolo il sito del parco era ancora poco utilizzato e si limitava ad essere la spianata della Fortezza di Kiev. Dopo la ricostruzione del palazzo reale fu Elisabetta di Russia a promuovere la rivalutazione dell'area e il nome scelto per il nuovo parco fu lo stesso del palazzo reale anche se durante gli anni ebbe diverse altre denominazioni. Nel 1900 vi fu costruita la grande fontana in ghisa che lo caratteriza. Nel 2004 nel parco sono state messe le tende legate alla rivoluzione arancione e tra il 2013 e il 2014 vi si è svolto un raduno di oppositori governativi all'Euromaidan.

## Descrizione
L'area del parco si trova in posizione centrale a Kiev, vicino al palazzo della Verchovna Rada e al palazzo Mariinskij.
Il grande parco urbano è stato usato anche come luogo di sepoltura di personalità 
come Andriy Ivanov e Nikolaj Fëdorovič Vatutin, vi è la lapide sulla fossa comune delle guardie rosse e dei bolscevichi della Central'na Rada ma molte altre sepolture presenti non è stato possibile localizzarle.

## Monumenti e luoghi d'interesse
- Monumento agli Eroi della Rivoluzione d'ottobre
- Monumento ai partecipanti alla rivolta di gennaio
- Monumento al generale sovietico Nikolai Vatutin
- Lapide sulla tomba di Andriy Ivanov, già sindaco di Kiev
- Monumento ai castagneti in fiore